# Quiet Nights (álbum de Diana Krall)
Quiet Nights é o décimo álbum de estúdio da cantora e compositora canadense Diana Krall, lançado em 2009 pela Verve Records. O álbum marca o retorno da colaboração de Krall com o arranjador Claus Ogerman desde Live in Paris (2002), sendo também o primeiro trabalho da dupla em estúdio desde a produção de The Look of Love (2001). Em 2010, a faixa-título recebeu o Grammy de Melhor Arranjo Instrumental.
O álbum foi assim batizado por conta da versão em língua inglesa do clássico da bossa nova "Corcovado", composta por Antônio Carlos Jobim na década de 1960. A faixa-título é uma das três seleções de autoria de Jobim presentes no álbum. Krall já havia gravado o compositor brasileiro em seu álbum From This Moment On (2006) - mais precisamente a faixa "How Insensitive", e performou por diversas vezes "The Boy from Ipanema".

## Faixas
| N.º            | Título                                | Compositor(es)                                        | Duração |  |
| 1.             | "Where or When"                       | Lorenz Hart Richard Rodgers                           | 4:09    |  |
| 2.             | "Too Marvelous for Words"             | Johnny Mercer Richard A. Whiting                      | 4:03    |  |
| 3.             | "I've Grown Accustomed to His Face"   | Alan Jay Lerner Frederick Loewe                       | 4:46    |  |
| 4.             | "The Boy from Ipanema"                | Vinicius de Moraes Antônio Carlos Jobim Norman Gimbel | 4:52    |  |
| 5.             | "Walk On By"                          | Hal David Burt Bacharach                              | 5:01    |  |
| 6.             | "You're My Thrill"                    | Sidney Clare Jay Gorney                               | 5:47    |  |
| 7.             | "Este Seu Olhar"                      | Antônio Carlos Jobim                                  | 2:45    |  |
| 8.             | "So Nice"                             | Marcos Valle Paulo Sérgio Valle Norman Gimbel         | 3:50    |  |
| 9.             | "Quiet Nights"                        | Antônio Carlos Jobim Gene Lees Buddy Kaye             | 4:45    |  |
| 10.            | "Guess I'll Hang My Tears Out to Dry" | Sammy Cahn Jule Styne                                 | 4:49    |  |
| 11.            | "How Can You Mend a Broken Heart"     | Barry Gibb Robin Gibb                                 | 4:28    |  |
| 12.            | "Every Time We Say Goodbye"           | Cole Porter                                           | 5:19    |  |
| Duração total: | Duração total:                        | Duração total:                                        | 54:56   |  |

| Faixas-bônus pela iTunes Store |                             |                              |         |  |
| N.º                            | Título                      | Compositor(es)               | Duração |  |
| 13.                            | "For No One"                | John Lennon Paul McCartney   | 2:58    |  |
| 14.                            | "I See Your Face Before Me" | Howard Dietz Arthur Schwartz | 5:04    |  |

## Desempenho nas tabelas musicais

### Posições nas tabelas musicais
| Tabela musical (2009)                      | Melhor posição |
| ------------------------------------------ | -------------- |
| Alemanha - Media Control Charts            | 7              |
| Austrália - Australian Jazz & Blues Albums | 1              |
| Áustria - Ö3 Austria Top 40                | 3              |
| Canadá - Billboard                         | 2              |
| Estados Unidos - Billboard 200             | 3              |
| Estados Unidos - Top Jazz Albums           | 1              |
| França - SNEP                              | 3              |
| Grécia - IFPI                              | 12             |
| Itália - FIMI                              | 8              |
| Reino Unido - UK Albums Chart              | 11             |
| Reino Unido - UK Jazz & Blues Albums       | 1              |